# Yves (ca sĩ)
Yves hay Ha Soo-young (Hangul: 하수영, Hanja: 河秀映, Hán-Việt: Hà Tú Ánh; sinh ngày 24 tháng 5 năm 1997) là một nữ ca sĩ người Hàn Quốc trực thuộc công ty giải trí Blockberry Creative. Cô là thành viên thứ 9 của nhóm nhạc nữ LOONA và là trưởng nhóm của nhóm nhỏ yyxy. Cô chính thức ra mắt cùng LOONA vào ngày 14 tháng 11 năm 2017, và phát hành album solo Yves vào ngày 28 tháng 11 năm 2017.

## Sự nghiệp
Tháng 11 năm 2017, Yves được công bố là thành viên thứ chín của nhóm nhạc nữ Loona, đồng thời phát hành album đĩa đơn Yves bao gồm bài hát chủ đề "New". Tháng 9 năm 2017, cô trở thành thành viên nhóm nhỏ thứ ba của Loona với tên gọi Loona yyxy. Yves chính thức ra mắt trong đội hình hoàn chỉnh của Loona vào tháng 8 năm 2018.

## Danh sách đĩa nhạc

### Album đĩa đơn
| Tên  | Thông tin chi tiết                                                                                      | Thứ hạng cao nhất | Doanh số     |
| Tên  | Thông tin chi tiết                                                                                      | HQ                | Doanh số     |
| ---- | --- | ----------------- | ------------ |
| Yves | - Ngày phát hành: 28 tháng 11 năm 2017 - Hãng đĩa: Blockberry Creative - Định dạng: CD, nhạc số, stream | 12                | - HQ: 12.213 |

### Đĩa đơn
| "new"                                                                                       | 2017 | — | — | — | Yves |
| "—" cho biết bài hát không lọt vào bảng xếp hạng hoặc không được phát hành tại khu vực này. |      |   |   |   |      |

## Danh sách phim

### Chương trình truyền hình
| Năm  | Kênh | Tên chương trình     | Tập | Ghi chú            |
| ---- | ---- | -------------------- | --- | ------------------ |
| 2019 | MBC  | The Gashinas         |     | Thành viên cố định |
| 2021 | Mnet | Street Woman Fighter | 5   | Khách mời          |
| 2022 | Mnet | Queendom 2           | 475 | Thí sinh           |